# Crypthelia cryptotrema
Crypthelia cryptotrema är en nässeldjursart som beskrevs av Zibrowius 1981 . Crypthelia cryptotrema ingår i släktet Crypthelia och familjen Stylasteridae. Inga underarter finns listade i Catalogue of Life.